# Bianca Bondi
Bianca Bondi est une artiste sud-africaine et italienne, qui est née en 1986 et a vécu en Afrique du Sud jusqu’à ses 19 ans puis a gagné l’Europe, notamment la France. Présente désormais dans de nombreuses expositions et collections de musée, elle s’intéresse notamment à l’invisible, à la transcendance, et aux matières instables. Elle a été sélectionnée pour être pensionnaire à la Villa Médicis à Rome, est retenue pour l’exposition temporaire inaugurale collective du Musée d’art et de culture soufis MTO de Chatou en 2024-2025, et fait partie des quatre artistes finalistes en compétition pour le Prix Marcel-Duchamp 2025.

## Biographie
Elle naît en 1986 à Johannesbourg. Après deux années de formation artistique à Johannesbuorg, à l’université du Witwatersrand, elle est amenée à quitter l’Afrique du Sud pour la France fin 2006, et intègre l’école nationale supérieure d'arts de Paris-Cergy jusqu’en 2012.
Elle participe à plusieurs  expositions collectives à partir des années 2010 :  notamment à Varsovie et aussi au château de La Roche-Guyon en 2014, à la Cité des Arts en 2016, à la Biennale de la jeune création à La Graineterie de  Houilles en 2018, au Palais des Beaux-Arts de Bruxelles, à la Biennale d'art contemporain de Lyon en 2019,, à la Villa Carmignac, à Porquerolles, en 2021, et est un des artistes retenus pour l’exposition inaugurale du MACS MTO de Chatou en 2024/2025, pour n’en citer que quelques-unes.
Elle bénéficie d’expositions dédiées à ses créations dans la deuxième partie des années 2010, notamment à la villa Belleville à Paris, ainsi qu’à la Cité des Sciences en 2017, à Johannesbourg et à Saint-Étienne en 2018, au Parvis à Tarbes en 2020, à la Fondation d'entreprise Louis-Vuitton,,, au Voyage à Nantes en 2021, au CAP Saint-Fons (centre d’art de Saint-Fons) en 2022, à Paris au Lafayette anticipations en 2023,, ou encore à Dallas en 2023/2024.
Elle est également sélectionnée pour se joindre à plusieurs résidences artistiques, dont au château de La Roche-Guyon, ou encore aux ateliers des Arques, ainsi qu’en Afrique du Sud, en Pologne et en Norvège. Elle devient également pensionnaire à la villa Médicis, un établissement culturel de l’Académie de France à Rome en 2024. Elle y expose et y anime un projet de réensauvagement de la forêt qui jouxte la villa.
Elle s’intéresse à travers ses créations à l’ésotérisme, au monde occulte, à la spiritualité, à l’écart entre le monde visible et invisible,. Elle utilise fréquemment des matériaux qui réagissent chimiquement et évoluent dans le temps,,.
En 2025, elle fait partie des quatre derniers finalistes pour l’attribution du prix Marcel Duchamp (c’est la plus jeune de ces quatre finalistes),.